# C16H12N2
化学式C16H12N2的化合物（摩尔质量：232.286 g/mol）可以指：
- 白叶藤碱（英语：Cryptolepine），CAS号：480-26-2
- 二氨基芘
  - 1,3-二氨基芘，CAS号：92821-64-2 
  - 1,6-二氨基芘，CAS号：14923-84-3 
  - 1,8-二氨基芘，CAS号：30269-04-6

|  | 这个同类索引页列出了具有相同分子式的化学物（即同分異構體）条目。 除非您是有意链接至本页，否则应将相应条目的内部链接指向正确的条目。 |